# Werner Eplinius
Werner Eplinius (* 16. August 1907 in Nowawes; † 12. September 1957 in München) war ein deutscher Drehbuchautor.

## Leben
Eplinius arbeitete nach einem mehrjährigen Jurastudium als Journalist. Dabei spezialisierte er sich als Theater- und Filmkritiker. In Neustrelitz und Potsdam war er auch als Dramaturg und Theaterregisseur beschäftigt.
Ab 1935 schrieb er Drehbücher und war als Co-Autor an verschiedenen Filmen beteiligt, ungenannt auch an dem erfolgreichen Farbfilm Die goldene Stadt. Nach dem Krieg setzte er seine Arbeit meist zusammen mit seiner Frau, der ehemaligen Schauspielerin Janne Furch, fort. Das Ehepaar verfasste fast durchweg Stoffe zu Heimatfilmen. Eplinius starb unerwartet kurz nach seinem 50. Geburtstag.

## Filmografie
- 1935: Unter vier Augen
- 1935: Liebeslied
- 1936: Kalbsragout mit Champignons
- 1937: Gasparone
- 1937: Lore
- 1937: Der Besserwisser
- 1939: Das unsterbliche Herz
- 1939: Drei Väter um Anna
- 1939: Brand im Ozean
- 1939: Maria Ilona
- 1940: Hochzeitsnacht
- 1940: Die keusche Geliebte
- 1941: Illusion
- 1942: Die goldene Stadt (ungenannt)
- 1944: Spiel mit der Liebe
- 1944: Melusine
- 1945: Der Scheiterhaufen
- 1947: Wintermelodie
- 1950: König für eine Nacht
- 1951: Heimat, Deine Sterne
- 1952: Der Schutzengel
- 1952: Einmal am Rhein
- 1952: Die Wirtin von Maria Wörth
- 1954: Geliebtes Fräulein Doktor
- 1954: Heimweh nach Deutschland
- 1954: Hochstaplerin der Liebe
- 1955: Musik im Blut
- 1956: Der Fremdenführer von Lissabon
- 1956: Mein Bruder Josua
- 1956: Die Rosel vom Schwarzwald
- 1956: Die schöne Meisterin
- 1957: Der Adler vom Velsatal
- 1957: Einmal eine große Dame sein
- 1957: Und so was will erwachsen sein (Die Winzerin von Langenlois)
- 1957: Die große Chance